# Haus Liebermann

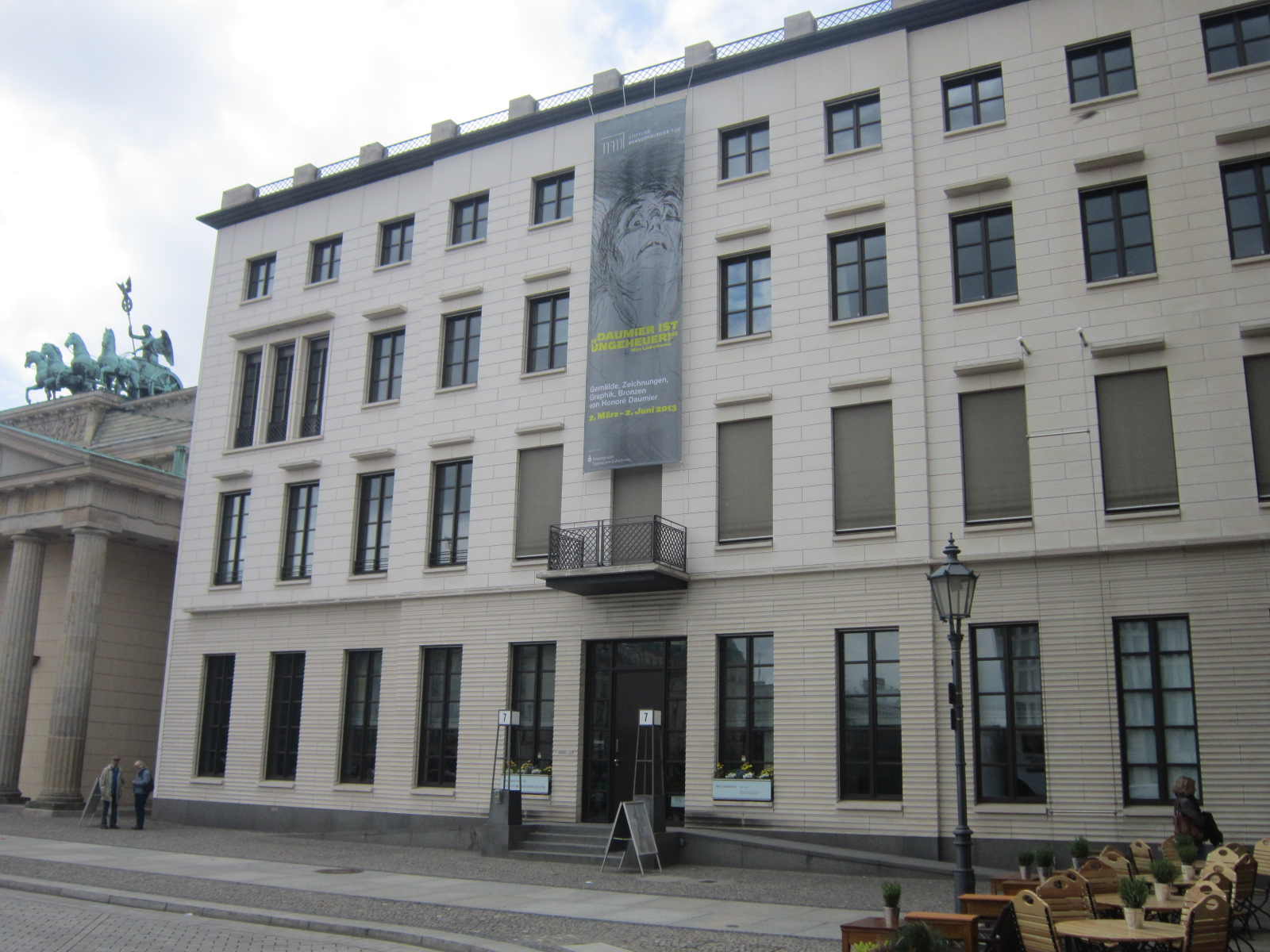
Haus Liebermann, 2013

Das Haus Liebermann, auch Max-Liebermann-Haus genannt, steht in Berlin-Mitte am Pariser Platz 7 nördlich neben dem Brandenburger Tor. An dieser Stelle befand sich zuvor das Wohn- und Arbeitshaus des Malers Max Liebermann. Nach Zerstörungen im Zweiten Weltkrieg wurde die Ruine abgetragen. Das Jahrzehnte im Grenzbereich zwischen Ost- und Westberlin gelegene Grundstück blieb zunächst unbebaut. Ende der 1990er Jahre entstand der Neubau als kritische Rekonstruktion in Anlehnung an das bauliche Vorbild. Die Stiftung Brandenburger Tor nutzt das Haus.

## Geschichte

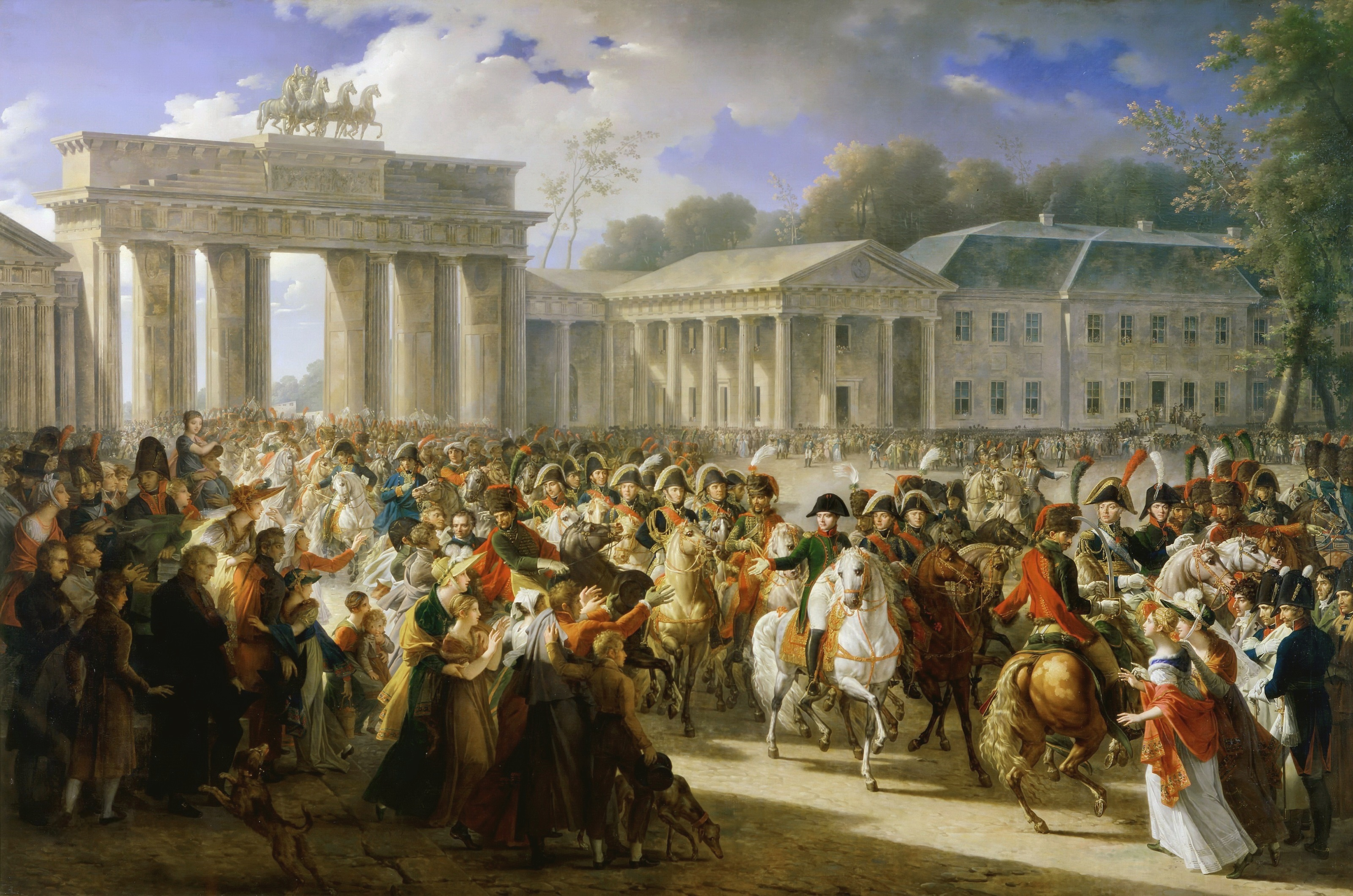
Auf der rechten Seite neben dem Brandenburger Tor ist ein Vorgängergebäude des späteren Liebermannhauses zu sehen (1801), das für den Stüler-Bau abgerissen wurde (Einzug Napoleons in Berlin am 27. Oktober 1806).

Das an prominenter Stelle von August Stüler auf den Grundmauern eines zweietagigen Vorgängerbaues errichtete dreietagige Gebäude war im Jahr 1844 fertiggestellt, Eigentümer war der Zimmermeister Sommer. Folgende Bewohner finden sich in den 1840er Jahren in dem Gebäude: Generalmajor von Möllendorff, der preußische Finanzminister Albrecht von Alvensleben oder ein Gesandter.
Die Eltern von Max Liebermann, der Fabrikant und Kaufmann Louis Liebermann und seine Frau, erwarben das Haus im Jahr 1857, zogen selbst mit ihrem damals zehnjährigen Sohn Max ein, der dort 78 Jahre lang lebte. Die Familie vermietete die übrigen Räumlichkeiten weiter. Ab dem Jahr 1892 nutzte Max Liebermann mit Frau Martha und Tochter Käthe die zweite Etage, die Eltern wohnten weiterhin in dem Haus.
Aufgrund der jüdischen Herkunft der Liebermanns sprachen die Nationalsozialisten dem Maler 1933 ein Arbeitsverbot aus. Bereits zwei Jahre später starb Max Liebermann in diesem Haus. Die Witwe verließ die Wohnung 1936, weil über sie nun der Juden-Bann verhängt worden war. Sie wohnte dann in der Graf-Spee-Straße, Berlin W35. Im Weiteren sollte sie nach Theresienstadt deportiert werden, nahm sich aber im März 1943 mit einer Überdosis Schlaftabletten selbst das Leben.

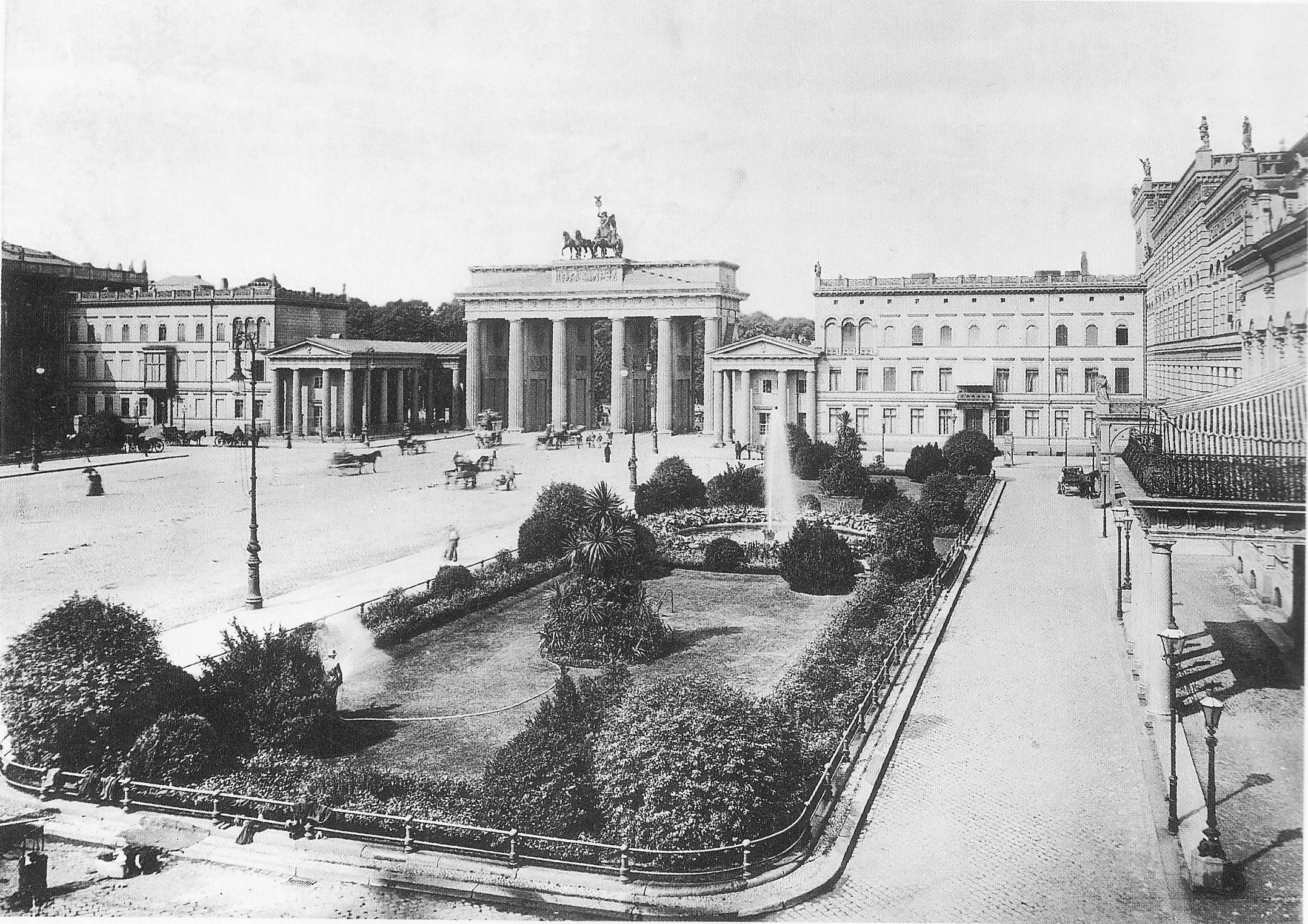
Palais Liebermann am Pariser Platz 7, rechts neben dem Brandenburger Tor (1892)

Am Ende des Zweiten Weltkriegs, im Jahr 1943, wurde das Gebäude zerbombt. Nach dem Krieg ließ die Verwaltung des damaligen Stadtbezirks Mitte das ebenfalls schwer geschädigte Brandenburger Tor wieder aufbauen. Die Ruine des benachbarten Wohnhauses wurde jedoch abgetragen. Zwischen 1961 und 1989 befand sich das Areal des Hauses im Bereich der Berliner Mauer.
Erst nach dem Mauerfall und der Wiederbelebung des Platzes beschloss der nun zuständige Senat von Berlin einen Wiederaufbau und hatte dazu einen Architekten beauftragt. Josef Paul Kleihues entwarf in Anlehnung an das historische Vorbild ein neues Haus im Sinne einer „kritischen Rekonstruktion“. Der Wiederaufbau war 1999 abgeschlossen. Die Wohn- und Arbeitsräume der Malerfamilie wurden von der Innenarchitektin Margit Flaitz neu gestaltet und können besichtigt werden. Die inhaltliche Betreuung der Räumlichkeiten und der darin gezeigten Ausstellung von Liebermann-Bildern liegt seit dem Jahr 2000 in den Händen der Stiftung Brandenburger Tor, die hier ihren Sitz hat. Eigentümer des Liebermann-Hauses ist Familie Quandt aus Bad Homburg.

## Gebäudekurzbeschreibung

### Der Stüler-Bau

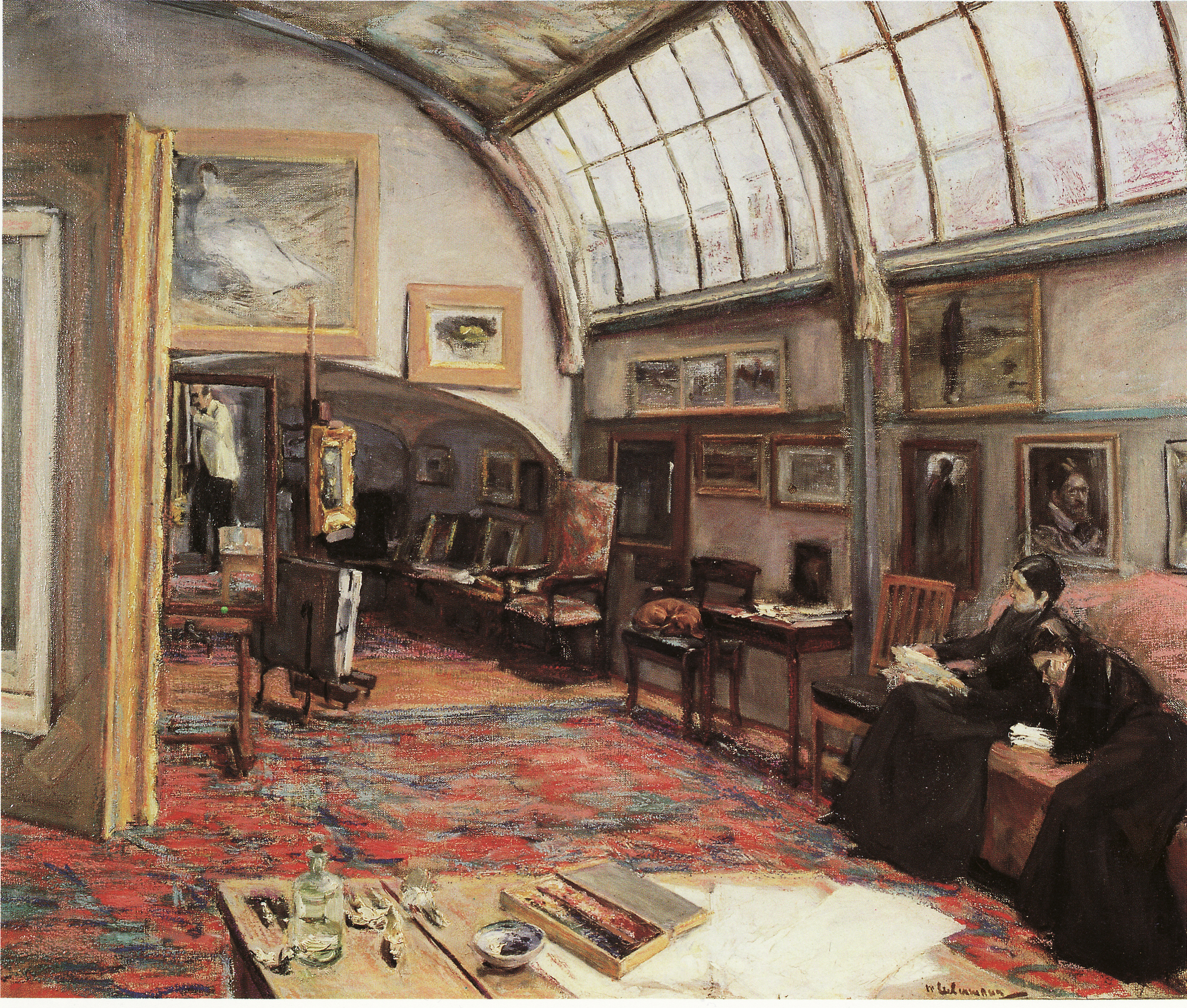
Max Liebermann: Das Atelier des Künstlers, 1902

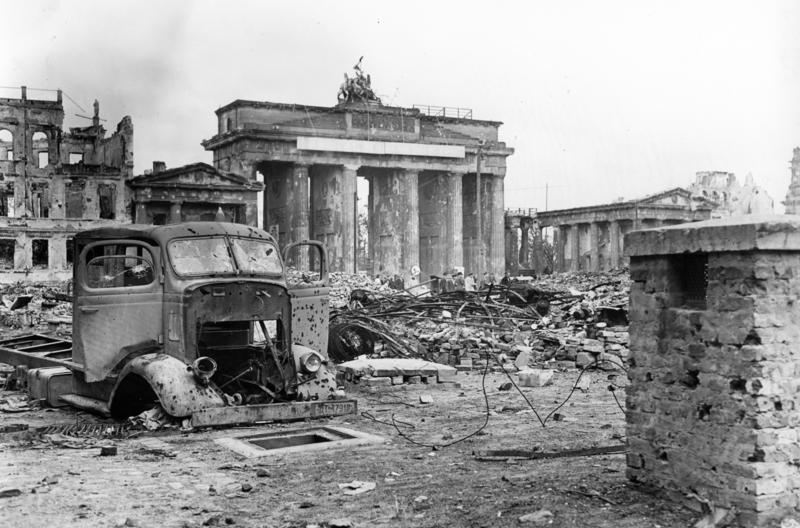
Brandenburger Tor, Pariser Platz und ein Restteil des Liebermann-Hauses (ganz rechts angedeutet), im Juni 1945

Das typisch klassizistische Gebäude besaß drei Etagen und schloss mit einem zinkgedeckten Flachdach ab. Auf den Ecken an der Balustrade war je eine Statue platziert. Das Haus gliederte sich in elf Achsen. Zwischen den Etagen zog sich ein Sims um das Haus. Auf einer Seite schloss sich die französische Botschaft an, die andere Seite (der südliche Giebel) stieß auf das nördliche Wachgebäude des Brandenburger Tores. Die Hauptfassade bildete eine Flucht mit dem Portal der Wache. Die Traufe des Gebäudes schloss mit der Unterkante des Architravs vom Torgebäude ab. Anstelle von zwei Fenstern an der Ecke mit dem Tor ließ Stüler drei höhere und enger nebeneinander angeordnete Bogenfenster hinter Säulen einbauen, hinter denen sich wohl ein Repräsentationszimmer oder die sogenannte gute Stube befanden. Die Fensteranordnung ließ mehr Licht in den Raum. Die Fenster der oberen Reihe waren als Rundbogen ausgeführt. Über dem Eingang mit Freitreppe besaß das Bauwerk einen Balkon. Es war absolut spiegelbildlich zum Haus Sommer ausgeführt, das auf der südlichen Seite des Brandenburger Tores ebenfalls an ein Wachhaus anschloss.
Auf der Rückseite, zum Großen Tiergarten hin in der Sommerstraße, hatte das Haus einen über alle drei Etagen verlaufenden Erker in der Mitte des Hauses, der drei Fensterbreiten einnahm.
Im Jahr 1884 wollte sich Liebermann auf dem flachen Dach ein gläsernes Atelierhäuschen aufsetzen lassen. Der von ihm beauftragte Architekt Hans Grisebach hatte eine Entwurfszeichnung eingereicht, die von höchster Stelle zunächst abgelehnt, später jedoch genehmigt wurde.

### Das Kleihuessche Haus

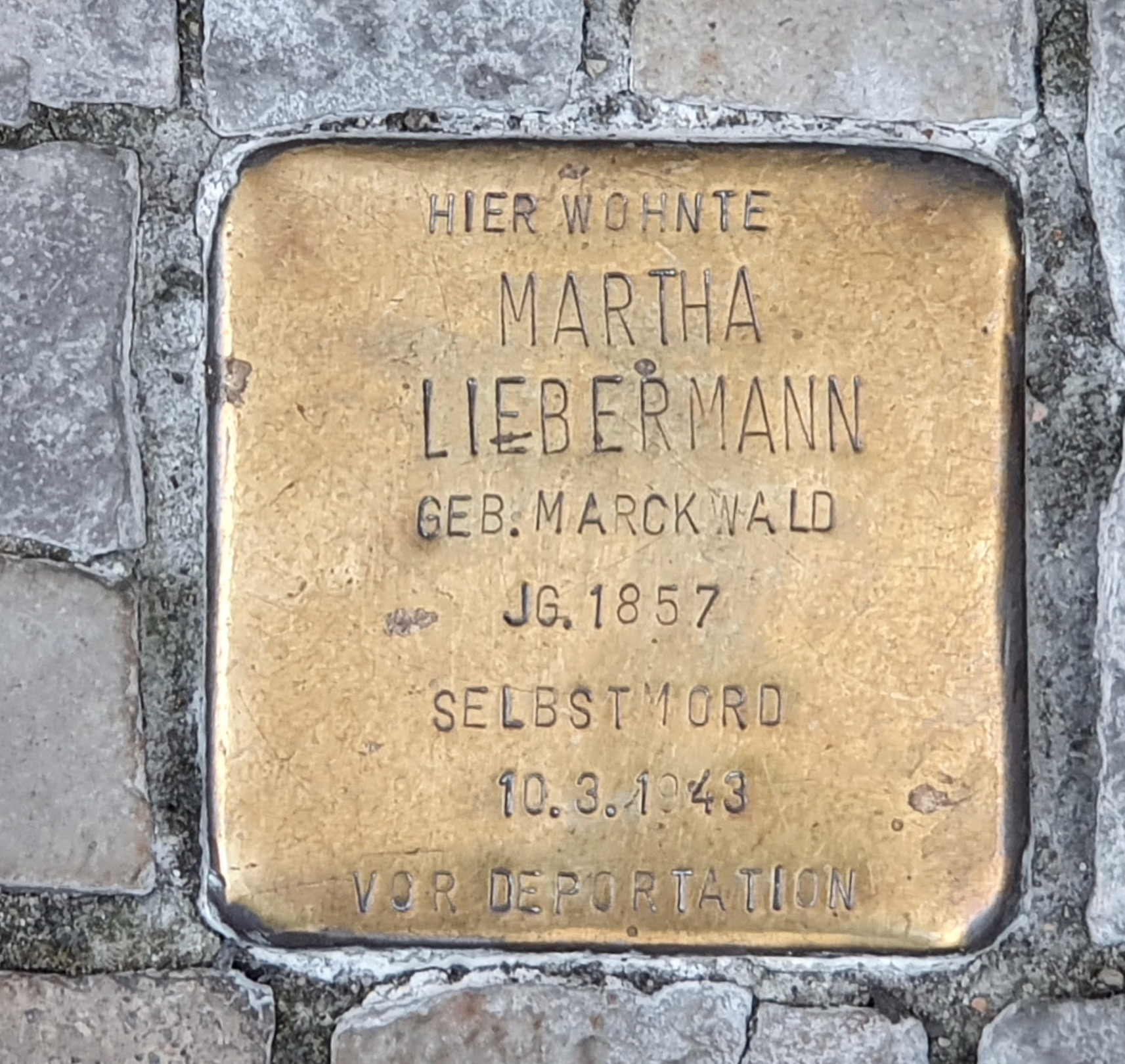
Ehrendes Gedenken an Martha Liebermann

Das neue Liebermann-Haus nach einem Entwurf des Berliner Architekturbüros Kleihues + Kleihues orientiert sich an den äußeren Abmessungen des früheren Gebäudes einschließlich der Berücksichtigung, dass es nicht höher werden sollte als das den Platz beherrschende Brandenburger Tor. Den Abschluss bildet ein flaches Walmdach mit einer durchbrochenen Balustrade. Für die Fassade wählte Kleihues Sandstein aus dem Elbsandsteingebirge; sie klingt an den Klassizismus-Stil des Originalbaus an. Alle Fenster sind bündig angeordnet und hochrechteckig ausgeführt. Über dem Mitteleingang auf der Ostseite des Hauses befindet sich wiederum ein kleiner Balkon. Auf der Westseite des Hauses Richtung Großer Tiergarten bildet auch wieder ein Erker das architektonische Pendant, er ist auch drei Etagen hoch. Die früheren Fenstergesimse sind nicht nachgebildet worden. Die gesamte Erdgeschossfassade ist quer kanneliert, Säulen sind nicht wiedererrichtet worden. Durch die Kleihuesschen Änderungen entstand ein bewegter formenreicher Dachgeschossbereich. Im Inneren bestimmen Marmor, Ahorn-Paneele und klassische Kassettendecken zusammen mit dem beigen Grundton des Sandsteins das Ambiente.
Der Künstler Gunter Demnig hat Anfang des 21. Jahrhunderts vor dem Eingang des seither als Liebermann-Haus bezeichneten Gebäudes einen Stolperstein mit dem Namen von Martha Liebermann verlegt.

## Veranstaltungen
Im Haus finden regelmäßig Ausstellungen, Lesungen und andere kulturelle Veranstaltungen statt.

### Ausstellungen imAtelier Liebermann
- 2017: Daniel Richter/Jack Bilbo
- 2017: Wolfgang Petrick. Go(o)d Speed
- 2018: Leiko Ikemura im Dialog mit Donata und Wim Wenders
- 2018: Nanne Meyer. von wegen
- 2019: Bjørn Melhus – Hot Set
- 2020/21: Gerhard Richter. Atlas-Übersicht 1:2
- 2022: Max Liebermann und Richard Dehmel
- 2022: Michael Wesely. Visual archeologies 1943–2022
- 2022/23: Monika Bartholomé – Unter einem Dach